# Rockstar Lincoln
Rockstar Lincoln, anciennement Tarantula Studios, est un studio anglais basés à Lincoln en Angleterre, filiale de Rockstar Games qui se consacre à l'assurance qualité et à la traduction des jeux de la compagnie.
Le studio s'occupe par ailleurs dans ses premières années du portage de jeux de Take-Two Interactive et Rockstar notamment sur Game Boy Color, comme Las Vegas Cool Hand, Grand Theft Auto et GTA 2.

## Jeux développés
| Année | Titre                                          | Plate(s)-forme(s)        | Éditeurs             |
| ----- | ---------------------------------------------- | ------------------------ | -------------------- |
| 1998  | Las Vegas Cool Hand                            | Game Boy, Game Boy Color | Take-Two Interactive |
| 1998  | Montezuma's Return!                            | Game Boy, Game Boy Color | Take-Two Interactive |
| 1998  | Rats!                                          | Game Boy, Game Boy Color | Take-Two Interactive |
| 1998  | Space Station Silicon Valley                   | Game Boy Color           | Take-Two Interactive |
| 1999  | Hollywood Pinball                              | Game Boy Color           | Take-Two Interactive |
| 1999  | Jim Henson's Muppets                           | Game Boy Color           | Take-Two Interactive |
| 1999  | Grand Theft Auto                               | Game Boy Color           | Rockstar Games       |
| 2000  | Austin Powers: Oh Behave!                      | Game Boy Color           | Rockstar Games       |
| 2000  | Austin Powers: Welcome to my Underground Lair! | Game Boy Color           | Rockstar Games       |
| 2000  | Grand Theft Auto 2                             | Game Boy Color           | Rockstar Games       |
| 2001  | Kiss Pinball                                   | PlayStation              | Take-Two Interactive |
| 2001  | Hidden and Dangerous                           | PlayStation              | Take-Two Interactive |